# Ted Lindsay Award
Il Ted Lindsay Award, denominato fino al 2010 Lester B. Pearson Award, è un premio istituito dalla National Hockey League e assegnato al migliore giocatore della stagione regolare secondo il giudizio dei membri della National Hockey League Players Association. Dalla sua creazione nel 1971 è stata assegnata 43 volte a 25 diversi giocatori. È analogo all'Hart Memorial Trophy, il quale è consegnato all'MVP della stagione regolare secondo la votazione effettuata dai membri della Professional Hockey Writers' Association.
Il 29 aprile 2010 fu annunciato ufficialmente il cambio del nome del trofeo da "Lester Pearson Award", primo ministro del Canada vincitore del premio Nobel per la pace nel 1957 che fu anche allenatore e giocatore di hockey su ghiaccio, a "Ted Lindsay Award", ex-giocatore dei Detroit Red Wings.

## Storia

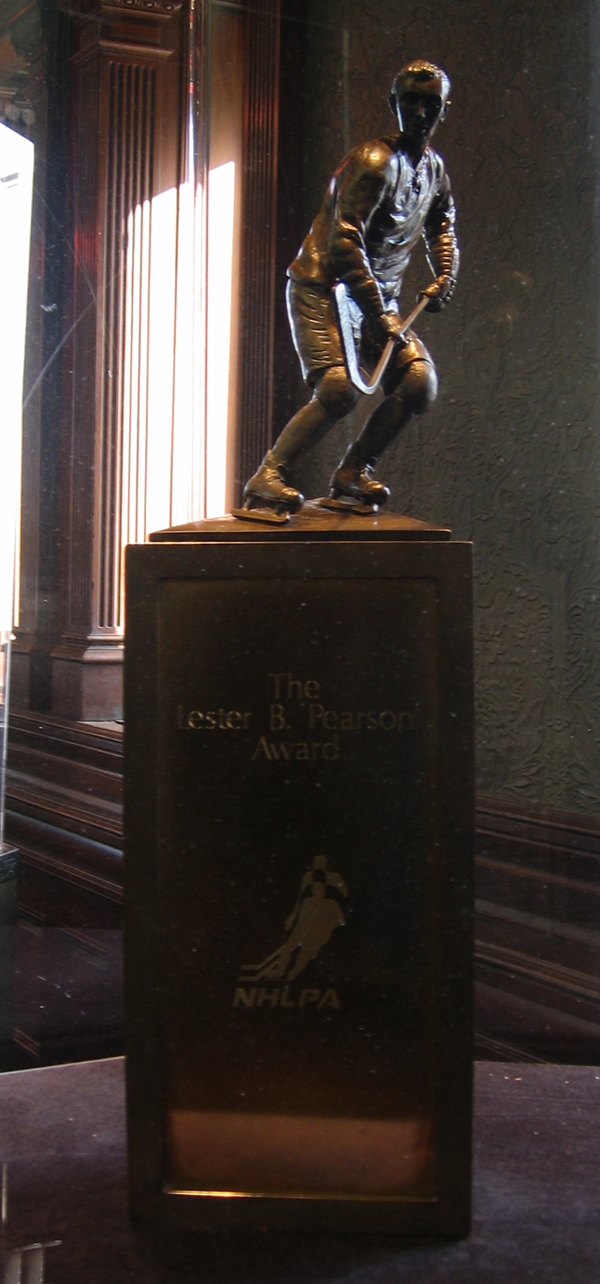
Il trofeo usato come premio dal 1971 al 2019.

Il premio fu consegnato per la prima volta al termine della stagione 1970-71. Fu nominato in onore di Lester Pearson, politico Primo ministro del Canada dal 1963 al 1968, vincitore nel 1957 del premio Nobel per la pace, in passato già giocatore e allenatore della squadra dei Varsity Blues dell'Università di Toronto.
Il 29 aprile 2010 la National Hockey League Players' Association annunciò il cambio di denominazione del trofeo in "Ted Lindsay Award" per onorare il membro della Hockey Hall of Fame Ted Lindsay per le sue capacità da giocatore, la tenacia, la leadership ed il ruolo assunti nella creazione del sindacato della Players' Association. La votazione per l'assegnazione del trofeo è condotta al termine della stagione regolare proprio dai membri della NHL Players Association.
Wayne Gretzky nel corso della carriera ha vinto per cinque volte il trofeo. La squadra che vanta il maggior numero di successi è quella dei Pittsburgh Penguins con otto affermazioni, seguita dagli Edmonton Oilers con sei vincitori. Il Lindsay Award è considerato un premio analogo all'Hart Memorial Trophy, e ben sedici giocatori hanno vinto entrambi i titolo nella stessa stagione: Guy Lafleur (1977 e 1978), Wayne Gretzky (1982, 1983, 1984, 1985 e 1987), Mario Lemieux (1988, 1993 e 1996), Mark Messier (1990 e 1992), Brett Hull (1991), Sergej Fëdorov (1994), Eric Lindros (1995), Dominik Hašek (1997 e 1998), Jaromír Jágr (1999), Joe Sakic (2001), Martin St. Louis (2004), Sidney Crosby (2007 e 2014), Aleksandr Ovečkin (2008 e 2009), Evgenij Malkin (2012), Carey Price (2015) e Patrick Kane (2016). Di questi giocatori solo Lafleur, Gretzky, Lemieux, Jagr, St. Louis, Crosby, Ovečkin, Malkin e Kane sono riusciti a vincere nello stesso anno anche l'Art Ross Trophy, completando la tripletta dei premi Hart-Lindsay-Art Ross.

## Vincitori

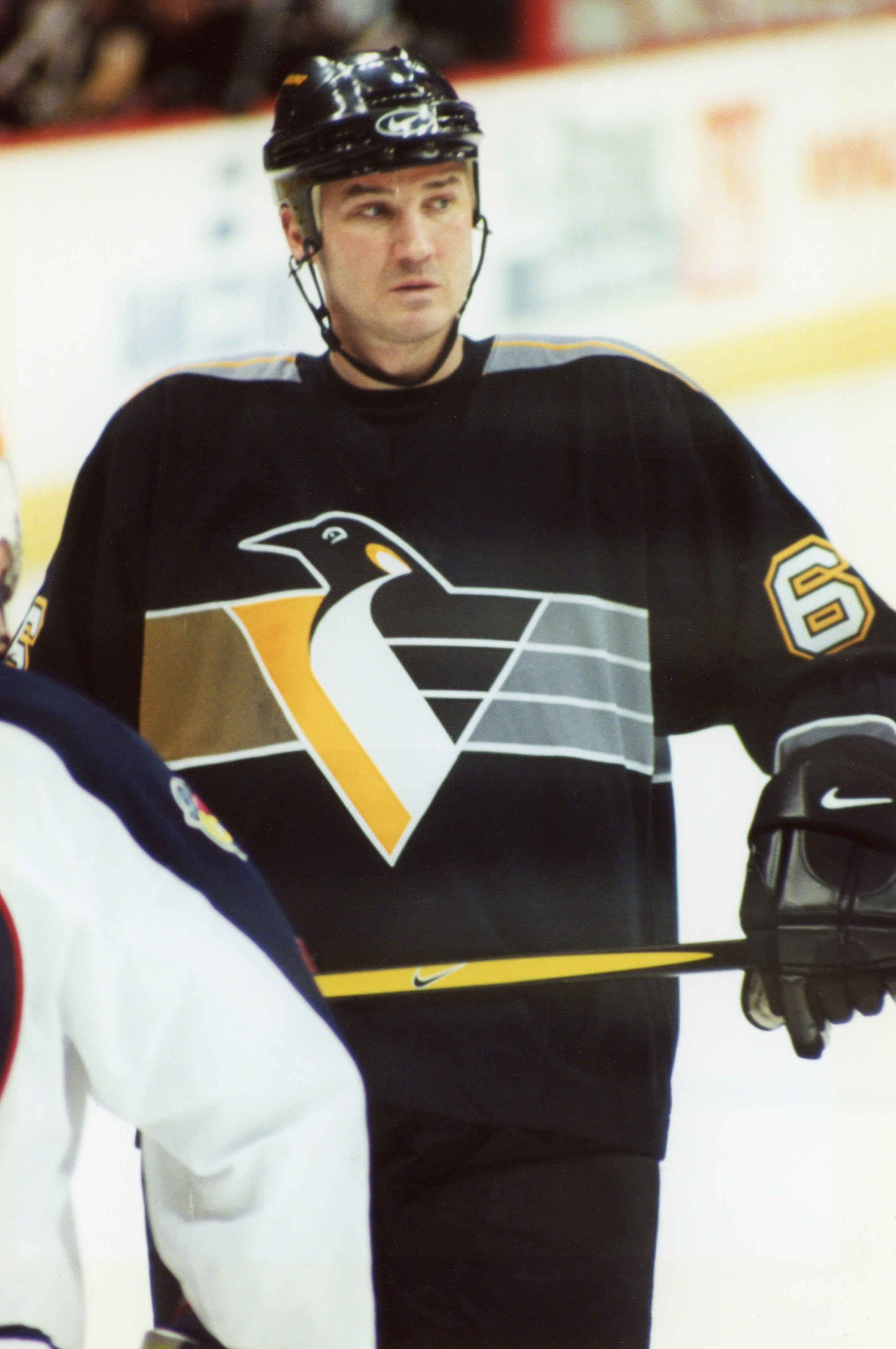
Mario Lemieux, quattro volte vincitore.

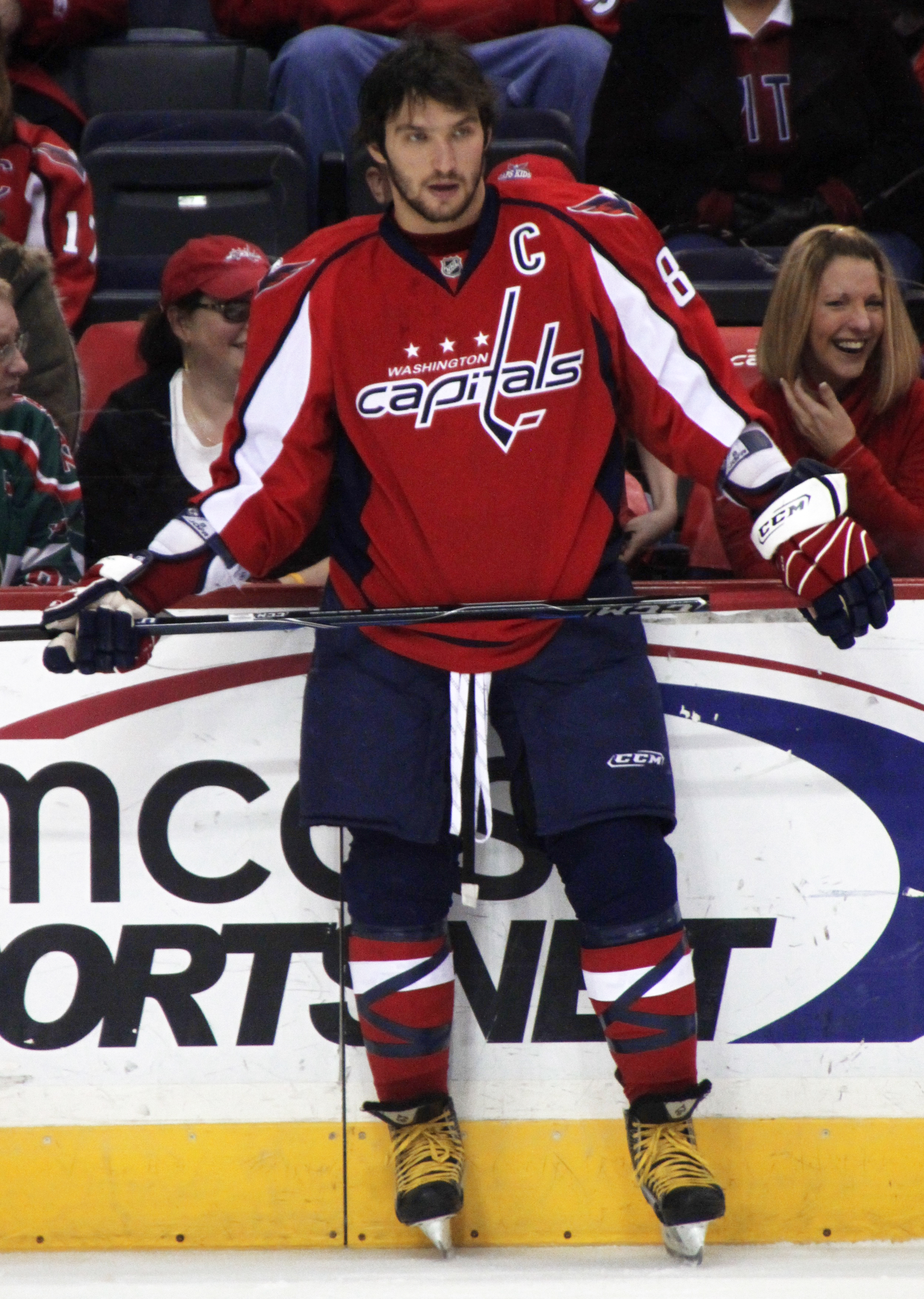
Aleksandr Ovečkin, tre volte vincitore.

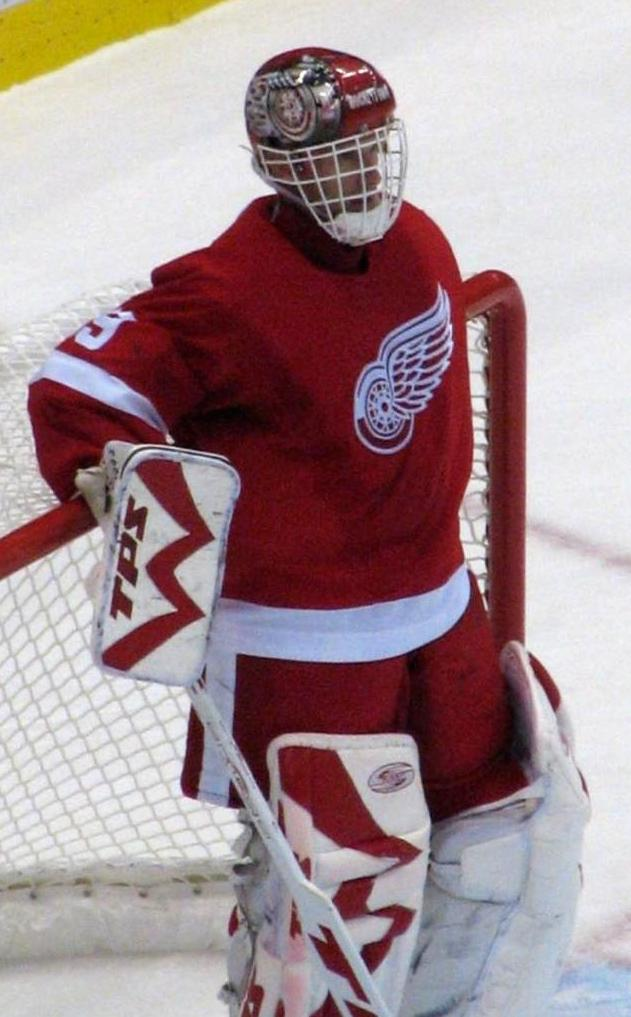
Dominik Hašek, due volte vincitore.

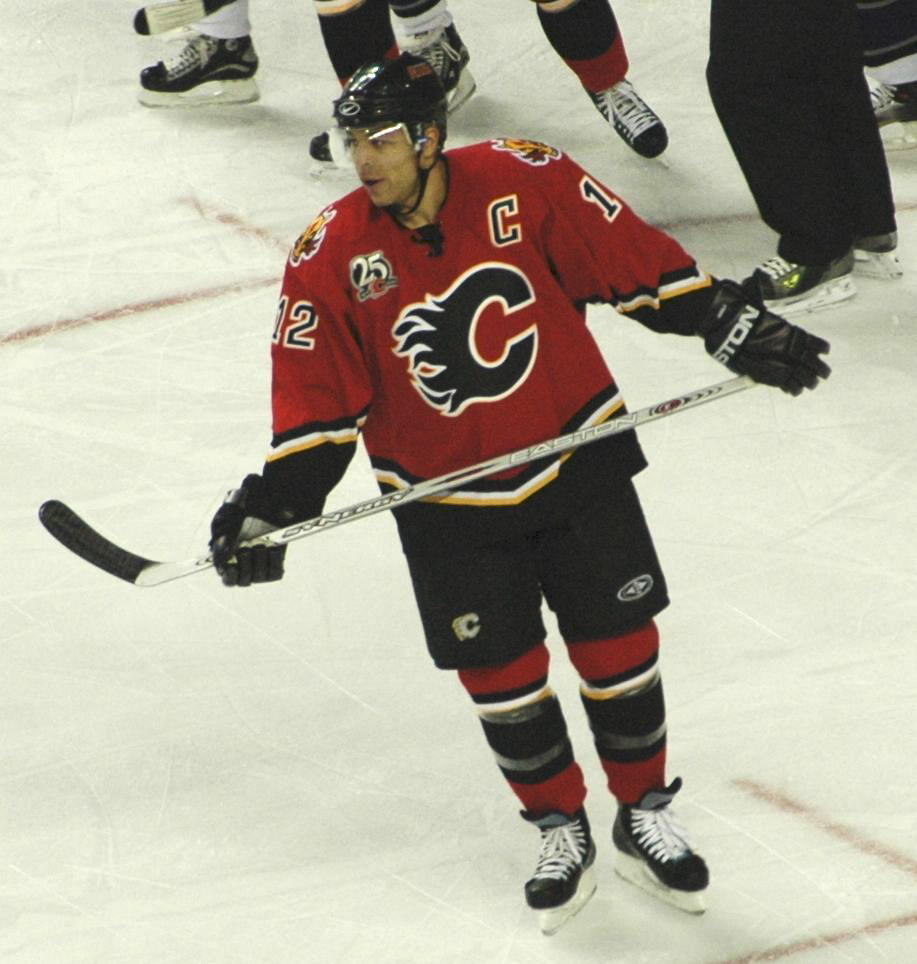
Jarome Iginla, una volta vincitore.

| C | Centro | AD | Ala destra | AS | Ala sinistra | D | Difensore | P | Portiere |

     Giocatore ancora in attività nella NHL.
| Stagione  | Vincitore                            | Squadra                              | Posizione                            | Vittoria #                           |
| --------- | ------------------------------------ | ------------------------------------ | ------------------------------------ | ------------------------------------ |
| 1970-71   | Phil Esposito                        | Boston Bruins                        | C                                    | 1                                    |
| 1971-72   | Jean Ratelle                         | New York Rangers                     | C                                    | 1                                    |
| 1972-73   | Phil Esposito                        | Boston Bruins                        | C                                    | 2                                    |
| 1973-74   | Bobby Clarke                         | Philadelphia Flyers                  | C                                    | 1                                    |
| 1974-75   | Bobby Orr                            | Boston Bruins                        | D                                    | 1                                    |
| 1975-76   | Guy Lafleur                          | Montreal Canadiens                   | AD                                   | 1                                    |
| 1976-77   | Guy Lafleur                          | Montreal Canadiens                   | AD                                   | 2                                    |
| 1977-78   | Guy Lafleur                          | Montreal Canadiens                   | AD                                   | 3                                    |
| 1978-79   | Marcel Dionne                        | Los Angeles Kings                    | C                                    | 1                                    |
| 1979-80   | Marcel Dionne                        | Los Angeles Kings                    | C                                    | 2                                    |
| 1980-81   | Mike Liut                            | St. Louis Blues                      | P                                    | 1                                    |
| 1981-82   | Wayne Gretzky                        | Edmonton Oilers                      | C                                    | 1                                    |
| 1982-83   | Wayne Gretzky                        | Edmonton Oilers                      | C                                    | 2                                    |
| 1983-84   | Wayne Gretzky                        | Edmonton Oilers                      | C                                    | 3                                    |
| 1984-85   | Wayne Gretzky                        | Edmonton Oilers                      | C                                    | 4                                    |
| 1985-86   | Mario Lemieux                        | Pittsburgh Penguins                  | C                                    | 1                                    |
| 1986-87   | Wayne Gretzky                        | Edmonton Oilers                      | C                                    | 5                                    |
| 1987-88   | Mario Lemieux                        | Pittsburgh Penguins                  | C                                    | 2                                    |
| 1988-89   | Steve Yzerman                        | Detroit Red Wings                    | C                                    | 1                                    |
| 1989-90   | Mark Messier                         | Edmonton Oilers                      | C                                    | 1                                    |
| 1990-91   | Brett Hull                           | St. Louis Blues                      | AD                                   | 1                                    |
| 1991-92   | Mark Messier                         | New York Rangers                     | C                                    | 2                                    |
| 1992-93   | Mario Lemieux                        | Pittsburgh Penguins                  | C                                    | 3                                    |
| 1993-94   | Sergej Fëdorov                       | Detroit Red Wings                    | C                                    | 1                                    |
| 1994-95   | Eric Lindros                         | Philadelphia Flyers                  | C                                    | 1                                    |
| 1995-96   | Mario Lemieux                        | Pittsburgh Penguins                  | C                                    | 4                                    |
| 1996-97   | Dominik Hašek                        | Buffalo Sabres                       | P                                    | 1                                    |
| 1997-98   | Dominik Hašek                        | Buffalo Sabres                       | P                                    | 2                                    |
| 1998-99   | Jaromír Jágr                         | Pittsburgh Penguins                  | AD                                   | 1                                    |
| 1999-2000 | Jaromír Jágr                         | Pittsburgh Penguins                  | AD                                   | 2                                    |
| 2000-01   | Joe Sakic                            | Colorado Avalanche                   | C                                    | 1                                    |
| 2001-02   | Jarome Iginla                        | Calgary Flames                       | AD                                   | 1                                    |
| 2002-03   | Markus Näslund                       | Vancouver Canucks                    | AS                                   | 1                                    |
| 2003-04   | Martin St. Louis                     | Tampa Bay Lightning                  | AD                                   | 1                                    |
| 2004–05   | Premio non assegnato per il lockout. | Premio non assegnato per il lockout. | Premio non assegnato per il lockout. | Premio non assegnato per il lockout. |
| 2005-06   | Jaromír Jágr                         | New York Rangers                     | AD                                   | 3                                    |
| 2006-07   | Sidney Crosby                        | Pittsburgh Penguins                  | C                                    | 1                                    |
| 2007-08   | Aleksandr Ovečkin                    | Washington Capitals                  | AS                                   | 1                                    |
| 2008-09   | Aleksandr Ovečkin                    | Washington Capitals                  | AS                                   | 2                                    |
| 2009-10   | Aleksandr Ovečkin                    | Washington Capitals                  | AS                                   | 3                                    |
| 2010-11   | Daniel Sedin                         | Vancouver Canucks                    | AS                                   | 1                                    |
| 2011-12   | Evgenij Malkin                       | Pittsburgh Penguins                  | C                                    | 1                                    |
| 2012-13   | Sidney Crosby                        | Pittsburgh Penguins                  | C                                    | 2                                    |
| 2013-14   | Sidney Crosby                        | Pittsburgh Penguins                  | C                                    | 3                                    |
| 2014-15   | Carey Price                          | Montreal Canadiens                   | P                                    | 1                                    |
| 2015-16   | Patrick Kane                         | Chicago Blackhawks                   | AS                                   | 1                                    |
| 2016-17   | Connor McDavid                       | Edmonton Oilers                      | C                                    | 1                                    |
| 2017-18   | Connor McDavid                       | Edmonton Oilers                      | C                                    | 2                                    |
| 2018-19   | Nikita Kucherov                      | Tampa Bay Lightning                  | AS                                   | 1                                    |
| 2019-20   | Leon Draisaitl                       | Edmonton Oilers                      | C                                    | 1                                    |
| 2020-21   | Connor McDavid                       | Edmonton Oilers                      | C                                    | 3                                    |
| 2021-22   | Auston Matthews                      | Toronto Maple Leafs                  | C                                    | 1                                    |